# Asphodelus macrocarpus
Asphodelus macrocarpus je zeljasta višegodišnja biljka koja pripada rodu Asphodelus iz porodice Asphodelaceae. Latinski naziv macrocarpus ove vrste potječe od grčkih riječi μακρός (što znači velik) i καρπειον (što znači plod), što se odnosi na veličinu plodova.

## Opis
Asphodelus macrocarpus naraste do visine od 60–150 cm. Stabljika je uspravna, obična, cilindrična i gola. Podupire ga mesnato, zadebljano korijenje (rizomi). Svi listovi su bazalni, žlijebastog oblika i prekriveni sivkastim voštanim premazom. Široki su oko 10–40 mm, a dugi 50–100 cm. Terminalni grozd je gotovo cilindričan, dug oko 25–35 cm. Cvjetovi su hermafroditni, lijevkastog oblika, promjera oko 4 cm, sa šest izduženih bijelih latica. Prašnici imaju bijelu nit dugu oko 17 mm. Antere su ovalne, žuto-narančaste, duge 2.5 mm. Razdoblje cvatnje traje od kraja travnja do lipnja. Žutozelene sjemenske kapsule u obliku jajeta dugačke su oko 18 mm.

## Galerija
- Biljke Asphodelus macrocarpus
- Cvat
- Cvjetovi
- Cvijet
- Plod početkom lipnja

## Rasprostranjenost i stanište
Ova biljka je tipična za veći dio Alpa i Apenina (Italija). Ova biljka se obično nalazi na livadama, neobrađenim poljima i mediteranskim planinskim pašnjacima na nadmorskoj visini od 300–1,800 metara.
U Hrvatskoj raste podvrsta Asphodelus macrocarpus subsp. macrocarpus.

## Vanjske poveznice
- Biolib
- Flora italiana